# Parmenio Bettoli

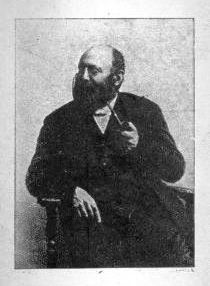
Parmenio Bettoli.

Parmenio Bettoli, född den 13 januari 1835 i Parma, död den 16 mars 1907 i Bergamo, var en italiensk författare.
Bettoli var en ytterst verksam tidningsman och essayist. Han författade även romaner, men gjorde sig framför allt känd och populär som teaterförfattare (Gerente responsabile 1858, Boccaccio a Napoli, 1865, L'egoista per progetto, 1875, med flera).